# Steven Shapin
Steven Shapin, född 1943, är en amerikansk historiker och vetenskapssociolog. Han är professor i vetenskapshistoria vid Harvard University.
Shapin är mest känd för boken Leviathan and the Air-Pump: Hobbes, Boyle and the Experimental Life från 1985, skriven tillsammans med Simon Schaffer. För boken tilldelades de Erasmuspriset 2005.